# ボサンスカ・ドゥビツァ
ボサンスカ・ドゥビツァ（セルビア語: Босанска Дубица,ボスニア語: Bosanska Dubica,クロアチア語: Bosanska Dubica）またはドゥビツァ（セルビア語: Дубица,ボスニア語: Dubica,クロアチア語: Dubica）はボスニア・ヘルツェゴビナを構成する構成体のうちスルプスカ共和国に属する都市および基礎自治体である。コザルスカ・ドゥビツァ（セルビア語: Козарска Дубица）と呼ばれる場合もある。ボサンスカ・ドゥビツァはザグレブとベオグラードを結ぶ高速道路から26キロメートル離れており、ボサンスカ・クライナ地方の東部に位置し、自治体の北側はクロアチアのフルヴァツカ・ドゥビツァと国境を接し、東側はボサンスカ・グラディシュカ、西側はボサンスカ・コスタイニツァ、南側はプリイェドルの各自治体と接している。自治体の面積は499平方キロメートルで、人口は約31,000人である。1991年以来、国勢調査は紛争の影響もあり行われていない。

## 歴史
ボサンスカ・ドゥビツァは930年に成立したが、最初に記録されたのは1197年からである。
バボニッチ・ヴォディツキ（Babonići-Vodički）が12世紀まで町を治めていた。ボサンスカ・ドゥビツァがオスマン帝国の支配下にあった時代、地理的に戦略的な場所であることから重要な場所となった。国境地帯として長年にわたり活気と重要性があった。
オーストリアとトルコの戦争の後、ドゥビツァ紛争（1788-1791）と呼ばれる戦いがこの地域では起こった。ドゥビツァがオスマンの支配下に入ったのは1538年のことでこの間、多くの支配者が代わり後にオーストリア＝ハンガリー帝国の支配になった。第二次世界大戦時、ボサンスカ・ドゥビツァでは多くの犠牲者が出た。
1970年代に入るとボサンスカ・ドゥビツァでは経済発展で多くの恩恵を受け、1980年代も建設ブームやリノベーションが続いたがその後はユーゴスラビアの経済的な停滞や社会的な混乱などによりそれも終わり、その後戦争へと突入して行く。

### ボスニア・ヘルツェゴビナ紛争
ボスニア・ヘルツェゴビナ紛争時（1992-1995）には約6,000人のボシュニャク人が家を追われ、その間にクロアチアからは多くのセルビア人がボサンスカ・ドゥビツァに流入し、ボシュニャク人たちの住居に住みついた。ボサンスカ・ドゥビツァとフルヴァツカ・ドゥビツァの間に架かる橋はボスニア側により破壊されている。多くの穏健なボスニアのセルビア人たちもまた、民族浄化やセルビア人の組織的な活動を支持していなければ地元の自治体から嫌がらせを受け、逃れることとなった。
紛争中、町はクロアチアの正規軍による包囲作戦Operacija Una 95が失敗した。1995年9月18日にクロアチア軍はウナ川を横切る道を築き、ドゥビツァのいくつかの部分をその勢力下に置いた。クロアチア軍はクネジョポリカの工場辺りで道路をやって来る市民を狙撃している。その後、クロアチアの軍はセルビアの軍と対峙し川を戻ることになり、バニャ・ルカの空港からやってきたセルビアの航空機によりクロアチア軍は攻撃を受け、その後、クロアチア軍は敗北している。

## 人口動態

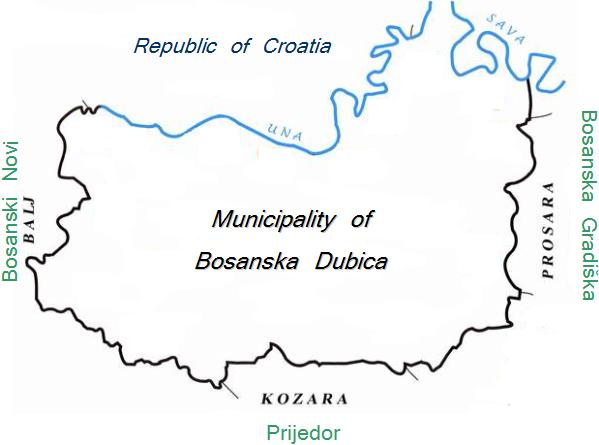
ボサンスカ・ドゥビツァ自治体の範囲

### 1910年
1910年の国勢調査によれば、ボサンスカ・ドゥビツァは正教会人口が82.94%を占めていた。

### 1971年
合計：30,384人
- セルビア人 - 23,989人（78.95%）
- ムスリム系（ボシュニャク人） - 5,114人（16.83%）
- クロアチア人 - 717人（2.35%）
- ユーゴスラビア人 - 403人（1.32%）
- その他 - 161人（0.55%）

### 1991年
1991年の国勢調査によれば、ボサンスカ・ドゥビツァ自治体の人口は31,577人であった。
- セルビア人 - 21,811人
- ボシュニャク人 - 6,470人
- ユーゴスラビア人 - 1,820人
- クロアチア人 - 488人
- その他 - 988人

市街ではボシュニャク人が若干セルビア人を上回っていた。ボスニア紛争時、6,000人のボシュニャク人は町や自治体内から離れ、同程度のセルビア人難民がクロアチアや他のボスニア・ヘルツェゴビナの町からドゥビツァに逃れ住み着いている。紛争の影響により多くの住み慣れた住人はボサンスカ・ドゥビツァからボスニア・ヘルツェゴビナ国外へ逃れている。

### 紛争以後
2006年の自治体の人口の90%はセルビア人が占めている。 

## 地区
Aginci • Babinac • Bačvani • Bijakovac • Bjelajci • Bosanska Dubica • Božići • Brekinja • Čelebinci • Čitluk • Čuklinac • Demirovac • Dizdarlije • Donja Jutrogošta • Donja Slabinja • Donji Jelovac • Draksenić • Furde • Gornja Gradina • Gornjoselci • Gradina Donja • Gunjevci • Hadžibajir • Hajderovci • Jasenje • Johova • Jošik • Kadin Jelovac • Klekovci • Knežica • Komlenac • Košuća • Koturovi • Kriva Rijeka • Maglajci • Malo Dvorište • Međeđa • Međuvođe • Mirkovac • Mlječanica • Mrazovci • Murati • Novoselci • Odžinci • Parnice • Pobrđani • Pucari • Rakovica • Sjeverovci • Sključani • Sreflije • Strigova • Suvaja • Ševarlije • Tuključani • Ušivac • Veliko Dvorište • Verija • Vlaškovci • Vojskova i Vrioci.

## 経済
ウナ川沿いの低地に位置するドゥビツァには316.06平方キロメートルの農地が広がり、農業が重要な産業となっている。農業の他にも畜産が行われており、収穫量は増加している。近年では、果物やワインの生産なども増加している。町の経済の大部分は畜産からなっており、最大の乳業会社は Mlijekoprodukt で、ボサンスカ・ドゥビツァの近くに立地する。ボサンスカ・ドゥビツァの気候は、様々な野菜を栽培するのに適している。建設業では1962年に設立された IGP UNA が有力な企業である。